# نیوپورت (دلاور)
نیوپورت، دلاور (به انگلیسی: Newport, Delaware) یک سکونتگاه مسکونی در ایالات متحده آمریکا با جمعیت ۱٬۰۵۵ نفر است که در دلاویر واقع شده‌است.